# احمد زنجانی معصومی

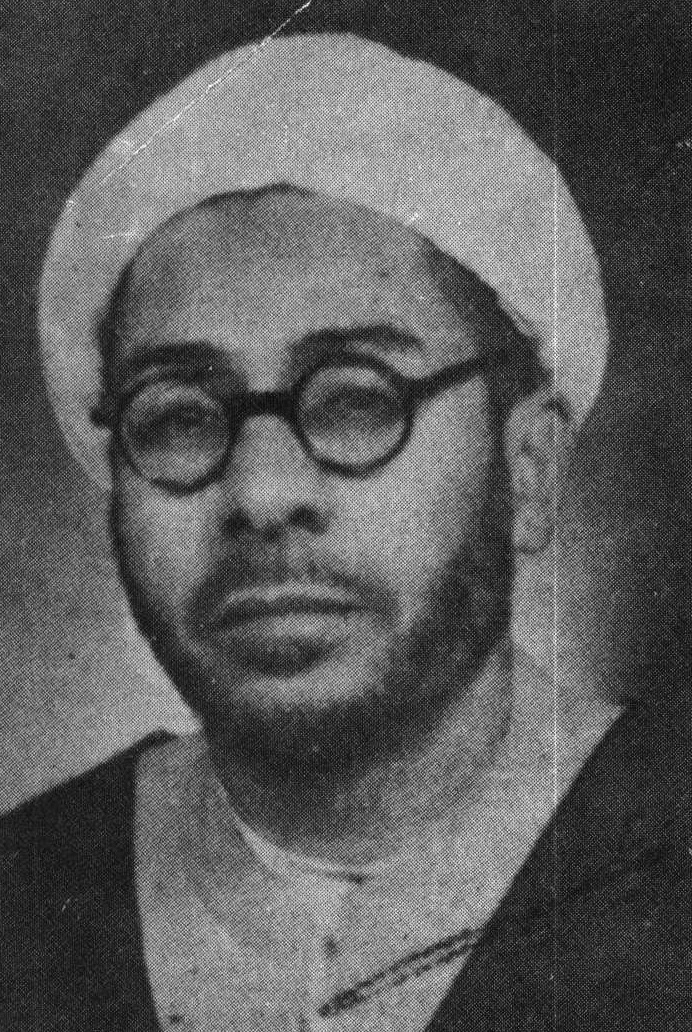
عکسی از احمد نجفی زنجانی، پیش از ۱۹۶۸م

احمد نجفی زنجانی معصومی(بابائی)(۱۲۸۷ ش - ۱۳۶۱ ش) روحانی و هنرمند شیعی بود که در انواع خطوط نسخ، ثلث، رقاع، کوفی، نستعلیق، شکسته و طغرا دست داشت.

## تولد و زادگاه
احمد نجفی اصالتا اهل زنجان بود ولی در نجف متولد شده است. پدر وی  حسین زنجانی بود. احمد نجفی در سال ۱۲۸۷ شمسی در نجف متولد شد ولی بیشتر عمر را در تهران سکونت داشت.

## استادان
او شاگرد هاشم‌محمد بغدادی و حامدالامدی محسوب می‌شود و شاگردانی چون	غلام‌رضا خلج و امیر میرراضی را تربیت کرد و کتابت بسیاری از کتاب‌های مذهبی را به‌انجام رساند.

## کتابت قرآن
این روحانی هنرمند پنج بار به کتابت کلام وحی پرداخت که از جمله آنها قرآن رحلی مذّهب چاپ هفت رنگ تهران و تحریر جزوه قرآن برای مدارس است. همچنین از آثار در خورتوجه وی چهار بار نگارش سوره اخلاص روی چهار دانه برنج با امضا و تاریخ است. این دانه‌ها دو دانه در کتابخانه  امیر در نجف و دو دانه دیگر در تهران است. از دیگر آثار کتیبهنگاری آیات قرآنی در اماکن متبرکه عتبات عالیات، سوریه و ایران است.

## نگارش خطوط بنابهای تاریخی
احمد زنجانی معصومی (بابائی)کتیبه آرامگاه ابوعلی سینا در همدان، کتیبه مسجد آینه قم، خطوط حرم رضا، و خطوط حرم رقیه در سوریه را به خط ثلث نوشته است. کتیبه زیبای سردر ورودی کتابخانه امیر المؤمنین نجف نیز از شاهکارهای اوست.

## فرزندان
فرزندان وی عبارتند از: یحیی،محمدرضا، محمدتقی،فاطمه،بتول،راضیه

## درگذشت
احمد معصومی زنجانی در سال 1361 ش در 74 سالگی درگذشت.